# Acalypha grandispicata
Acalypha grandispicata é uma espécie de planta com flor do gênero Acalypha, pertencente à família Euphorbiaceae.
Segundo a base de dados Tropicos, esta espécie tem a sua área de distribuição na Bolívia.
A espécie foi descrita inicialmente por Nathaniel L. Britton e posteriormente publicada validamente por Henry H. Rusby no ano de 1901 em Bulletin of the Torrey Botanical Club 28: 304. 1901.